# 伍迪·蓋瑟瑞
伍德羅·威爾遜·蓋瑟瑞（英語：Woodrow Wilson Guthrie，1912年7月14日—1967年10月3日），小名伍迪·蓋瑟瑞（Woody Guthrie），生於美國奧克拉荷馬州奧克拉荷馬市，創作歌手與民俗音樂家，最為人熟知的歌曲是《這是你的土地》（This Land Is Your Land）。